# Air Bud
Air Bud is een Canadees-Amerikaanse film uit 1997 onder regie van Charles Martin Smith.

## Verhaal
De film gaat over Josh Framm, een 11-jarige jongen die dol is op basketbal. Wanneer zijn vader overlijdt, gaat hij met zijn familie naar een nieuwe stad verhuizen. Hier is hij heel verlegen: Hij is te bang om auditie te doen voor het basketbalteam op school en is al helemaal te nerveus om nieuwe vrienden te maken. Dan ontmoet hij Buddy, een hond die eigenlijk toebehoort aan een alcoholistische Clown. Josh komt erachter dat Buddy erg goed is in basketbal. Hij begint daarom als mascotte voor het basketbalteam. Maar wanneer er blijkt dat er geen regels zijn dat honden niet mogen spelen, wordt hij al snel de beste teamspeler.
Net nu alles goed gaat, komt zijn oude baas weer opdagen die zijn hond terugeist. Hij klaagt de familie Framm aan, maar de rechtbank beslist dat Buddy zelf moet kiezen bij wie hij wil wonen. Uiteindelijk kiest hij voor Josh.

## Rolverdeling
| Acteur           | Personage                                |
| ---------------- | ---------------------------------------- |
| Michael Jeter    | Norman F. 'Norm' Snively/Clown the Hound |
| Kevin Zegers     | Josh Framm                               |
| Wendy Makkena    | Mevrouw Jackie Framm                     |
| Bill Cobbs       | Coach Arthur Chaney                      |
| Eric Christmas   | Rechter Cranfield                        |
| Brendan Fletcher | Larry Willingham                         |
| Shayn Solberg    | Tom                                      |

## Trivia
- De hond die Buddy speelde overleed een jaar na de opnames van de film.